# Epomophorus labiatus
Epomophorus labiatus је врста сисара из реда слепих мишева и породице велики љиљци.

## Распрострањење
Ареал врсте Epomophorus labiatus обухвата већи број држава у Африци.
Врста је присутна у Етиопији, Судану, Камеруну, ДР Конгу, Замбији, Кенији, Танзанији, Бурундију, Еритреји, Малавију, Руанди и Уганди.
Присуство је непотврђено у Чаду, Републици Конго и Нигерији.

## Станиште
Станишта врсте су саване, травна вегетација, полупустиње и пустиње. Врста је по висини распрострањена до 2.000 метара надморске висине.

## Угроженост
Ова врста је наведена као последња брига, јер има широко распрострањење и честа је врста.